# Serge Doumayrou
Pas d'image ? Cliquez ici

a Compétitions nationales et continentales officielles uniquement.

Dernière mise à jour le 25 août 2010.
Serge Doumayrou, né le 28 mai 1961 à Montpellier, est un joueur de rugby à XV français évoluant au poste de deuxième ligne.

## Biographie
Il remporte le Bouclier de Brennus en 1983 avec l'AS Béziers. Ensuite, il joue et reste fidèle au Montpellier RC (MRC). Après sa carrière, il devient entraîneur de l'ES Monteux (Fédérale 1), du RO Lunel (Fédérale 1) ainsi que des espoirs du Montpellier HRC. 
Depuis 2008, il est l'entraîneur de l'équipe de rugby de l'Université Montpellier 1 (UM1). Enfin, il est le père de Geoffrey Doumayrou et de Quentin Doumayrou dont les débuts dans l'élite (Top 14 Orange) sont plus que prometteurs. Le flambeau semble bel et bien repris pour cette famille de l'ovalie, à l'image des familles Spanghero, Élissalde et Camberabero.

## Palmarès

### Joueur
- Vainqueur du championnat de France (Bouclier de Brennus) (1): 1983 face au RRC Nice.

### Entraîneur
- Vainqueur du Championnat de France universitaire de rugby à 7 en 2009 avec l'UM1.
- Vainqueur de la Coupe de Printemps de rugby à XV en 2010 avec l'UM1.
- Vice-champion d'Europe universitaire de rugby à 7 en 2010 avec l'UM1.